# World Wide Node Name
World Wide Node Name（ワールドワイドノードネーム、略称：WWNNまたはWWnN）は、コンピュータの分野で、ファイバーチャネル スイッチドファブリックの1つのノード（エンドポイント、デバイス）に割り当てられた World Wide Name である。
ネットワーク上で多数の異なったポート（異なったアドレス）が同一のWWNNを持つ事は正しく、ポートは単一のネットワークノードに属する複数のネットワークインタフェースとして認識される。